# Distrito de Charolles
El distrito de Charolles es un distrito (del francés: arrondissement) de Francia, que se localiza en el departamento de Saona y Loira, de la región de Borgoña (del francés: Bourgogne). Su chef-lieu es la ciudad de Charolles.

## Historia
Cuando se creó el departamento de Saona y Loira el 17 de febrero de 1800, el distrito de Charolles fue uno de los distritos originales.

## Geografía
El distrito de Charolles limita al norte con el distrito de Autun, al noreste con el distrito de Chalon-sur-Saône, al este con el distrito de Mâcon, al sureste con el departamento de Ródano (región de Ródano-Alpes), al sur con el departamento de Loira (región de Ródano-Alpes) y al oeste con el departamento de Allier (región de Auvernia).
Se encuentra en la parte suroccidental del departamento, con una superficie de 2500,3 km², el mayor distrito del departamento. Tiene una población de 198.990 y una densidad poblacional de 40 habitantes/km².

## Composición

### Cantones
El distrito de Charolles tiene 13 cantones:
1. Cantón de Bourbon-Lancy
2. Cantón de Charolles
3. Cantón de Chauffailles
4. Cantón de La Clayette
5. Cantón de Digoin
6. Cantón de Gueugnon
7. Cantón de La Guiche
8. Cantón de Marcigny
9. Cantón de Palinges
10. Cantón de Paray-le-Monial
11. Cantón de Saint-Bonnet-de-Joux
12. Cantón de Semur-en-Brionnais
13. Cantón de Toulon-sur-Arroux

### Comunas
| 1. Amanzé (71006)                         | 2. Anglure-sous-Dun (71008)                  | 3. Anzy-le-Duc (71011)                     | 4. Artaix (71012)                         |
| 5. Ballore (71017)                        | 6. Baron (71021)                             | 7. Baudemont (71022)                       | 8. Baugy (71024)                          |
| 9. Beaubery (71025)                       | 10. Bois-Sainte-Marie (71041)                | 11. Bourbon-Lancy (71047)                  | 12. Bourg-le-Comte (71048)                |
| 13. Briant (71060)                        | 14. Chalmoux (71075)                         | 15. Chambilly (71077)                      | 16. Champlecy (71082)                     |
| 17. Changy (71086)                        | 18. La Chapelle-au-Mans (71088)              | 19. La Chapelle-sous-Dun (71095)           | 20. Charolles (71106)                     |
| 21. Chassigny-sous-Dun (71110)            | 22. Chassy (71111)                           | 23. Chauffailles (71120)                   | 24. Chenay-le-Châtel (71123)              |
| 25. Chevagny-sur-Guye (71127)             | 26. Chiddes (71128)                          | 27. Châteauneuf (71113)                    | 28. Châtenay (71116)                      |
| 29. Ciry-le-Noble (71132)                 | 30. La Clayette (71133)                      | 31. Clessy (71136)                         | 32. Collonge-en-Charollais (71139)        |
| 33. Colombier-en-Brionnais (71141)        | 34. Coublanc (71148)                         | 35. Cronat (71155)                         | 36. Curbigny (71160)                      |
| 37. Curdin (71161)                        | 38. Céron (71071)                            | 39. Digoin (71176)                         | 40. Dompierre-sous-Sanvignes (71179)      |
| 41. Dyo (71185)                           | 42. Fleury-la-Montagne (71200)               | 43. Fontenay (71203)                       | 44. Gibles (71218)                        |
| 45. Gilly-sur-Loire (71220)               | 46. Grandvaux (71224)                        | 47. Les Guerreaux (71229)                  | 48. Gueugnon (71230)                      |
| 49. La Guiche (71231)                     | 50. Génelard (71212)                         | 51. Hautefond (71232)                      | 52. L'Hôpital-le-Mercier (71233)          |
| 53. Iguerande (71238)                     | 54. Joncy (71242)                            | 55. Lesme (71255)                          | 56. Ligny-en-Brionnais (71259)            |
| 57. Lugny-lès-Charolles (71268)           | 58. Mailly (71271)                           | 59. Maltat (71273)                         | 60. Marcigny (71275)                      |
| 61. Marcilly-la-Gueurce (71276)           | 62. Marizy (71279)                           | 63. Marly-sur-Arroux (71281)               | 64. Martigny-le-Comte (71285)             |
| 65. Melay (71291)                         | 66. Mont (71301)                             | 67. Montceaux-l'Étoile (71307)             | 68. Mornay (71323)                        |
| 69. La Motte-Saint-Jean (71325)           | 70. Mussy-sous-Dun (71327)                   | 71. Neuvy-Grandchamp (71330)               | 72. Nochize (71331)                       |
| 73. Oudry (71334)                         | 74. Ouroux-sous-le-Bois-Sainte-Marie (71335) | 75. Oyé (71337)                            | 76. Ozolles (71339)                       |
| 77. Palinges (71340)                      | 78. Paray-le-Monial (71342)                  | 79. Perrecy-les-Forges (71346)             | 80. Perrigny-sur-Loire (71348)            |
| 81. Poisson (71354)                       | 82. Pouilloux (71356)                        | 83. Pressy-sous-Dondin (71358)             | 84. Prizy (71361)                         |
| 85. Rigny-sur-Arroux (71370)              | 86. Le Rousset (71375)                       | 87. Saint-Agnan (71382)                    | 88. Saint-Aubin-en-Charollais (71388)     |
| 89. Saint-Aubin-sur-Loire (71389)         | 90. Saint-Bonnet-de-Cray (71393)             | 91. Saint-Bonnet-de-Joux (71394)           | 92. Saint-Bonnet-de-Vieille-Vigne (71395) |
| 93. Saint-Christophe-en-Brionnais (71399) | 94. Saint-Didier-en-Brionnais (71406)        | 95. Saint-Edmond (71408)                   | 96. Saint-Germain-en-Brionnais (71421)    |
| 97. Saint-Igny-de-Roche (71428)           | 98. Saint-Julien-de-Civry (71433)            | 99. Saint-Julien-de-Jonzy (71434)          | 100. Saint-Laurent-en-Brionnais (71437)   |
| 101. Saint-Léger-lès-Paray (71439)        | 102. Saint-Marcelin-de-Cray (71446)          | 103. Saint-Martin-de-Lixy (71451)          | 104. Saint-Martin-de-Salencey (71452)     |
| 105. Saint-Martin-du-Lac (71453)          | 106. Saint-Martin-la-Patrouille (71458)      | 107. Saint-Maurice-lès-Châteauneuf (71463) | 108. Saint-Racho (71473)                  |
| 109. Saint-Romain-sous-Versigny (71478)   | 110. Saint-Symphorien-des-Bois (71483)       | 111. Saint-Vincent-Bragny (71490)          | 112. Saint-Yan (71491)                    |
| 113. Sainte-Foy (71415)                   | 114. Sanvignes-les-Mines (71499)             | 115. Sarry (71500)                         | 116. Semur-en-Brionnais (71510)           |
| 117. Sivignon (71524)                     | 118. Suin (71529)                            | 119. Tancon (71533)                        | 120. Toulon-sur-Arroux (71542)            |
| 121. Uxeau (71552)                        | 122. Vareilles (71553)                       | 123. Varenne-Saint-Germain (71557)         | 124. Varenne-l'Arconce (71554)            |
| 125. Varennes-sous-Dun (71559)            | 126. Vauban (71561)                          | 127. Vaudebarrier (71562)                  | 128. Vendenesse-lès-Charolles (71564)     |
| 129. Vendenesse-sur-Arroux (71565)        | 130. Verosvres (71571)                       | 131. Versaugues (71573)                    | 132. Vindecy (71581)                      |
| 133. Viry (71586)                         | 134. Vitry-en-Charollais (71588)             | 135. Vitry-sur-Loire (71589)               | 136. Volesvres (71590)                    |